# René Obst
René Obst (Görlitz, 21 juni 1977) is een Duits voormalig wielrenner. Hij was eliterenner met contract tussen 2003 en 2008.

## Erelijst
2000
2e in Rund um Berlin (Duitsland)
2001
3e in 2e etappe Ronde van Marokko
3e in 1e etappe Vuelta a la Independencia Nacional (Dominicaanse Republiek)
2e in 4e etappe Vuelta a la Independencia Nacional (Dominicaanse Republiek)
1e in 7e etappe Vuelta a la Independencia Nacional (Dominicaanse Republiek)
3e in 6e etappe Ronde van de Abruzzen (Italië)
3e in 3e etappe Ronde van Zuid-Chinese Zee (Hongkong)
1e in 5e etappe Ronde van Zuid-Chinese Zee (Hongkong)
1e in 7e etappe Ronde van Zuid-Chinese Zee (Hongkong)
2002
3e in 7e etappe Olympia's Tour (Nederland)
1e in Münster-Hiltrup (Duitsland)
2e in Werther (Duitsland)
3e in 2e etappe Brandenburg Rundfahrt (Duitsland)
1e in 5e etappe Brandenburg Rundfahrt (Duitsland)
1e in 5e etappe Ronde van Zuid-Chinese Zee (Hongkong)
1e in 6e etappe Ronde van Zuid-Chinese Zee (Hongkong)
2003
2e in Cadolzburg (Duitsland)
2e in 1e etappe deel a Brandenburg Rundfahrt (Duitsland)
1e in 3e etappe Brandenburg Rundfahrt (Duitsland)
2006
2e in Cottbus (Duitsland)
2006
3e in Zusmarshausen (Duitsland)
3e in Aichach (Duitsland)
2e in Lichterfelde (Duitsland)
1e in Steinfurt (Duitsland)
1e in 3e etappe OZ Wielerweekend (Nederland)
1e in Rund um die Schafshöhe (Duitsland)
1e in GP Stad Zottegem
2e in 5e etappe Ronde van Slowakije
2007
3e in 3e etappe Olympia's Tour (Nederland)
3e in 5e etappe Olympia's Tour, Hardenberg (Nederland)
2008
1e in 10e etappe Ronde van Cuba
2e in 5e etappe deel a Circuito Montañés, Torrelavega (Spanje)
2009
1e in Steinfurt (Duitsland)